# Shivers (album)
Shivers je druhé studiové album nizozemského trance producenta a DJe Armina van Buurena.

## Seznam skladeb
| Autorem i producentem všech skladeb je Armin van Buuren | Autorem i producentem všech skladeb je Armin van Buuren | Autorem i producentem všech skladeb je Armin van Buuren | Autorem i producentem všech skladeb je Armin van Buuren | Autorem i producentem všech skladeb je Armin van Buuren |
| Pořadí                                                  | Název                                                   | Autor                                                   | Producent                                               | Délka                                                   |
| ------------------------------------------------------- | ------------------------------------------------------- | ------------------------------------------------------- | ------------------------------------------------------- | ------------------------------------------------------- |
| 1.                                                      | Wall of Sound (featuring Justine Suissa)                | Justine Suissa                                          |                                                         | 6:25                                                    |
| 2.                                                      | Empty State (featuring Mic Burns)                       | Markus Schulz, Mic Burns                                |                                                         | 7:30                                                    |
| 3.                                                      | Shivers (featuring Susana)                              | MooCraft - Adrian Broekhuyse & Raz Nitzan               |                                                         | 7:33                                                    |
| 4.                                                      | Golddigger (featuring Martijn Hagens)                   | Martijn Hagens                                          |                                                         | 4:46                                                    |
| 5.                                                      | Zocalo (featuring Gabriel & Dresden)                    | Josh Gabriel & Dave Dresden                             | Josh Gabriel & Dave Dresden                             | 8:40                                                    |
| 6.                                                      | Gypsy (featuring Ray Wilson)                            |                                                         |                                                         | 5:26                                                    |
| 7.                                                      | Who Is Watching (featuring Nadia Ali)                   | Ashkan Fardost, Nadia Ali                               |                                                         | 5:08                                                    |
| 8.                                                      | Bounce Back (featuring Remy & Roland Klinkenberg)       | DJ Remy & Roland Klinkenberg                            | DJ Remy & Roland Klinkenberg                            | 7:34                                                    |
| 9.                                                      | Control Freak                                           |                                                         |                                                         | 8:08                                                    |
| 10.                                                     | Serenity (featuring Jan Vayne)                          | Jan Vayne                                               | Jan Vayne                                               | 8:52                                                    |
| 11.                                                     | Hymne (původně vydaná jako hidden track)                |                                                         | Jan Vayne                                               | 2:46                                                    |

| bonusová skladba pro iTunes | bonusová skladba pro iTunes              | bonusová skladba pro iTunes |
| Pořadí                      | Název                                    | Délka                       |
| --------------------------- | ---------------------------------------- | --------------------------- |
| 12.                         | Simple Things (featuring Justine Suissa) | 7:11                        |

## Singly
Album obsahuje čtyři následující singly:
- Shivers – vydán 11. dubna 2005
- Serenity – vydán 20. června 2005
- Who Is Watching – vydán 24. ledna 2006
- Control Freak – vydán 22. června 2006